# Малабо
Малабо (шп. Malabo) је главни град Екваторијалне Гвинеје. Налази се на северној обали острва Биоко, у покрајини Северни Биоко. У близини се налази потонули вулкан. По резултатима последњег пописа (1994) град је имао 60.065 становника. Број становника овога града је непрестано растао у протеклих 10 година, и сада се процењује на око 100.000. У Малабу влада тропска клима. У лето, температуре се често пењу до 45 °C. У току зиме температуре никада не падају испод 15 °C.
Током историје Малабо је имао различита имена:
- Од 1827. до 1846. : Порт Клеренс или Клеренс Сити (енглеска власт)
- Од 1846. до 1973. : Санта Исабел (шпанска колонија)
- Од 1973. : Малабо (независна Екваторијална Гвинеја)

Шпански је службени језик града и земље, али се пичинглис користи као језик шире комуникације широм острва Биоко, укључујући Малабо.
Малабо је најстарији град у Екваторијалној Гвинеји. Сиудад де ла Паз је планирана заједница у изградњи у континенталној Екваторијалној Гвинеји која је дизајнирана да замени Малабо као главни град. Институције управљања Екваторијалне Гвинеје започеле су процес лоцирања у Сиудад де ла Паза у фебруару 2017.

## Географија
Малабо се налази на северу острва Биоко, на координатама 3° 45' 7,43" северно и 8° 46' 25,32" источно. Југ Малаба је ограничен реком Консул, а одмах преко реке, југозападно, налази се болница. Западно од града, који се налази на око 9 км од центра Малабоа, је обновљен Међународни аеродром Малабо. У приобалном делу северно од града су заливи и ртови. Старија је пунта де ла Унидад Африкана која се налази одмах иза зграде владе Малабоа и која заузима цео источни део залива Малабо. Још један важан рт је пунта Европа која се налази на западу града у близини аеродрома.

### Клима
Малабо карактерише тропска монсунска клима (Кепен Am). Малабо прима у просеку 1.850 mm (73 in) кише годишње. Град има изражену, иако кратку, сунчанију (али ипак облачну) сушну сезону од децембра до фебруара. Јануар је обично најсушнији месец са 29 mm (1,14 in)  кише у просеку. Такође има веома дугу облачну влажну сезону која покрива преосталих девет месеци од марта до новембра. У просеку, месеци најтеже погођени влажном сезоном су септембар и октобар, у које пада 500 mm (20 in) кише и пљускова између њих.
Дневне температуре не варирају из дана у дан, а варирају само за неколико степени током целе године. Ноћу, просечна ниска температура је 20—21 °C (68—70 °F) у сваком месецу у години, али од јануара до априла има нешто већи дневни распон јер је ведрије. Без обзира на то, са само 1050 сунчаних сати годишње, Малабо је једна од најоблачнијих, највлажнијих и најсклонијих муњама престоница на свету, и доживљава много магле и измаглице чак и када не пада киша у најсушнијим месецима.
| Клима Малаба                  | Клима Малаба | Клима Малаба | Клима Малаба  | Клима Малаба | Клима Малаба  | Клима Малаба   | Клима Малаба  | Клима Малаба  | Клима Малаба  | Клима Малаба   | Клима Малаба  | Клима Малаба | Клима Малаба     |
| Показатељ \ Месец             | .Јан.        | .Феб.        | .Мар.         | .Апр.        | .Мај.         | .Јун.          | .Јул.         | .Авг.         | .Сеп.         | .Окт.          | .Нов.         | .Дец.        | .Год.            |
| ----------------------------- | ------------ | ------------ | ------------- | ------------ | ------------- | -------------- | ------------- | ------------- | ------------- | -------------- | ------------- | ------------ | ---------------- |
| Апсолутни максимум, °C (°F)   | 34,2 (93,6)  | 35,3 (95,5)  | 34,5 (94,1)   | 36,5 (97,7)  | 34,0 (93,2)   | 32,5 (90,5)    | 31,5 (88,7)   | 32,0 (89,6)   | 32,5 (90,5)   | 32,5 (90,5)    | 32,5 (90,5)   | 33,5 (92,3)  | 36,5 (97,7)      |
| Максимум, °C (°F)             | 31,1 (88)    | 31,8 (89,2)  | 31,3 (88,3)   | 31,3 (88,3)  | 30,5 (86,9)   | 29,5 (85,1)    | 28,4 (83,1)   | 28,0 (82,4)   | 28,1 (82,6)   | 28,8 (83,8)    | 29,8 (85,6)   | 30,8 (87,4)  | 30,0 (86)        |
| Просек, °C (°F)               | 26,9 (80,4)  | 27,7 (81,9)  | 27,6 (81,7)   | 27,2 (81)    | 26,7 (80,1)   | 25,9 (78,6)    | 25,3 (77,5)   | 25,0 (77)     | 25,1 (77,2)   | 25,5 (77,9)    | 26,1 (79)     | 26,6 (79,9)  | 26,3 (79,3)      |
| Минимум, °C (°F)              | 23,0 (73,4)  | 23,9 (75)    | 24,1 (75,4)   | 23,8 (74,8)  | 23,5 (74,3)   | 23,3 (73,9)    | 23,2 (73,8)   | 23,1 (73,6)   | 22,8 (73)     | 22,9 (73,2)    | 23,0 (73,4)   | 22,7 (72,9)  | 23,3 (73,9)      |
| Апсолутни минимум, °C (°F)    | 17,0 (62,6)  | 16,5 (61,7)  | 15,5 (59,9)   | 16,5 (61,7)  | 15,0 (59)     | 18,0 (64,4)    | 17,1 (62,8)   | 15,0 (59)     | 18,5 (65,3)   | 17,6 (63,7)    | 19,0 (66,2)   | 17,5 (63,5)  | 15,0 (59)        |
| Количина кише, mm (in)        | 28,9 (1,138) | 70,6 (2,78)  | 102,7 (4,043) | 155,7 (6,13) | 227,1 (8,941) | 260,8 (10,268) | 202,0 (7,953) | 177,1 (6,972) | 250,1 (9,846) | 254,3 (10,012) | 100,3 (3,949) | 39,6 (1,559) | 1.869,1 (73,587) |
| Дани са кишом (≥ 1.0 mm)      | 3,5          | 4,6          | 9,8           | 12,0         | 17,2          | 19,0           | 17,5          | 14,8          | 20,6          | 19,5           | 10,3          | 4,0          | 152,7            |
| Релативна влажност, %         | 83           | 83           | 84            | 84           | 87            | 89             | 90            | 89            | 91            | 90             | 88            | 84           | 87               |
| Сунчани сати — месечни просек | 120,9        | 121,5        | 108,5         | 114,0        | 99,2          | 66,0           | 43,4          | 52,7          | 48,0          | 71,3           | 87,0          | 117,8        | 1.050,3          |
| Сунчани сати — дневни просек  | 3,9          | 4,3          | 3,5           | 3,8          | 3,2           | 2,2            | 1,4           | 1,7           | 1,6           | 2,3            | 2,9           | 3,8          | 2,9              |
| Извор: Deutscher Wetterdienst |              |              |               |              |               |                |               |               |               |                |               |              |                  |

## Историја

### Откриће и португалска окупација
Године 1472, у покушају да пронађе нови пут до Индије, португалски морепловац Фернао до По, наишао је на острво Биоко, које је назвао Формоза. Касније је острво добило име по свом откривачу, Фернанду Поу. Почетком 16. века, тачније 1507. године, Португалац Рамос де Ескивел је направио први покушај колонизације на острву Фернандо По. Основао је фабрику у Консепсион (данас Ријаба) и развио плантаже шећерне трске.

## Становништво
| Година       |
| Становништво |
| ------------ |

## Спортови
Главни спортски објекат Малаба и земље је Нови стадион у Малабу, са капацитетом од 15.250 гледалаца. Стадион је дом фудбалске репрезентације Екваторијалне Гвинеје и домаћин је утакмица током Купа Афричких нација 2012. Наиме, фудбалска репрезентација Шпаније, која је тада била светски шампион, одиграла је пријатељску утакмицу на овом стадиону. Стадион је такође дом ЦД Ела Нгуема, главног клуба у земљи. У Малабу се такође налази међународни стадион, који има капацитет од 6.000 седишта. Овде је играла фудбалска репрезентација Екваторијалне Гвинеје све док није отворен стадион Нуево.
Афрички куп нација 2012. организовали су Габон и Екваторијална Гвинеја. Једно од четири места за одржавање турнира био је Естадио де Малабо, главни стадион у земљи, изграђен 2007. године. У Малабу је било спорно шест мечева групне фазе (један меч групе А и пет групе Б), и један крос четвртфинала.
Фудбалска репрезентација Шпаније је 16. новембра 2013. одиграла пријатељску утакмицу против фудбалске репрезентације Екваторијалне Гвинеје. То је била прва посета једног европског тима у земљи, а меч је критиковало неколико организација, укључујући председника Националне професионалне фудбалске лиге, Хавијера Тебаса, због политичке ситуације у земљи и владе Теодора Обијанга Нгуема Мбасого.
Неки од најбољих клубова у земљи, који су више пута освајали Екватогвинејску прву дивизију су из града Малаба. Клуб са највише лигашких титула је ЦД Ела Нгуема са 14. Остали клубови из града који су проглашени за шампионе лиге су ФК Ренасимиенто, Атлетико Малабо или Кафе Банк Спортиф. Још један градски клуб је Атлетико Сему, некада шампион Купа Екватогвинеје.
Још један важан клуб из града је кошаркашки Малабо Кингс, који је био шампион земље, а 2013. године проглашен за шампиона Централне зоне Африке у кошарци, победивши у Киншаси код Талије из Габона. Малабо Кингси су већ завршили на другом месту 2011, Јаунде (Камерун). 2013. одржан у Малабу на I кампусу кошаркашког Сиудад де Малабоа у организацији Кошаркашког савеза Екваторијалне Гвинеје и Клуба Балонкесто Конехеро из Шпаније.
Малабо је првобитно требало да буде домаћин Афричких игара 2019, али су због економских проблема одлучили да повуку своја права домаћина и заменила их је Казабланка, Мароко.

## Откриће нафте
Малабо је био значајно погођен растућом сарадњом Теодора Обијанга Нгуеме Мбасога са нафтном индустријом. Производња у земљи достигла је 360.000 bbl/d (57.000 m3/d). Према подацима из 2005, ово повећање које је довело до удвостручења становништва града, али за огромну већину, врло мало тог богатства је уложено у развој.

## Партнерски градови
- Гвадалахара[16]